# Пойнт-Купи
Пойнт-Купи́ (англ. Pointe Coupee Parish, фр. Paroisse de la Pointe-Coupée) — приход штата Луизиана, США. Официально образован в 1807 году. По состоянию на 2010 год, численность населения составляла 22 802 человека.

## География
По данным Бюро переписи США, общая площадь прихода равняется 1 530,692 км2, из которых 1 442,631 км2 — суша, и 85,470 км2, или 5,600 %, — это водоёмы.

## Население
По данным переписи населения 2000 года на территории прихода проживает 22 763 жителя в составе 8397 домашних хозяйств и 6171 семья. Плотность населения составляет 16,00 человек на км2. На территории прихода насчитывается 10 297 жилых строений, при плотности застройки около 7,00-ми строений на км2. Расовый состав населения: белые — 68,91 %, афроамериканцы — 29,61 %, коренные американцы (индейцы) — 0,17 %, азиаты — 0,25 %, гавайцы — 0,00 %, представители других рас — 0,32 %, представители двух или более рас — 0,56 %. Испаноязычные составляли 1,08 % населения независимо от расы.
В составе 35,20 % из общего числа домашних хозяйств проживают дети в возрасте до 18 лет, 53,70 % домашних хозяйств представляют собой супружеские пары, проживающие вместе, 15,30 % домашних хозяйств представляют собой одиноких женщин без супруга, 26,50 % домашних хозяйств не имеют отношения к семьям, 23,40 % домашних хозяйств состоят из одного человека, 11,10 % домашних хозяйств состоят из престарелых (65 лет и старше), проживающих в одиночестве. Средний размер домашнего хозяйства составляет 2,67 человека, и средний размер семьи 3,17 человека.
Возрастной состав прихода: 27,30 % моложе 18 лет, 8,80 % от 18 до 24, 27,00 % от 25 до 44, 23,10 % от 45 до 64 и 23,10 % от 65 и старше. Средний возраст жителя прихода 37 лет. На каждые 100 женщин приходится 94,40 мужчин. На каждые 100 женщин старше 18 лет приходится 90,70 мужчин.
Средний доход на домохозяйство прихода составлял 30 618 USD, на семью — 36 625 USD. Среднестатистический заработок мужчины был 35 022 USD против 20 759 USD для женщины. Доход на душу населения составлял 15 387 USD. Около 18,70 % семей и 23,10 % общего населения находились ниже черты бедности, в том числе — 30,20 % молодежи (тех, кому ещё не исполнилось 18 лет) и 23,90 % тех, кому было уже больше 65 лет.